# Palazzo Agliardi
Palazzo Agliardi, ex palazzo Martinengo Colleoni, si trova a Bergamo in via Pignolo al civico 86. La sua costruzione risale al XVI secolo su commissione di Alessandro Martinengo Colleoni.

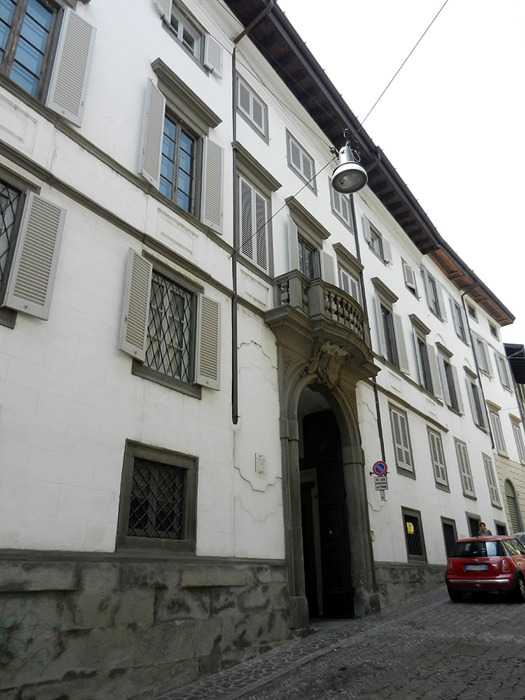
Palazzo Agliardi

## Storia
Il palazzo venne edificato nel Cinquecento su progetto di Antonio Moroni figlio di Venturino, che aveva lavorato per Bartolomeo Colleoni per il consolidamento del castello di San Vigilio e nipote di quel Bertolasio che aveva collaborato con il Filarete nella progettazione del duomo cittadino. L'edificio fu progettato su commissione di Marco Martinengo che, trovandosi al servizio della Serenissima per lavori di fortificazione di Crema incaricò per procura il figlio Alessandro Martinengo Colleoni, figlio di Ursina nipote del condottiero Bartolomeo Colleoni, come risulta dal contratto rogato il 23 settembre 1500 nel castello di Malpaga, atto conservato presso l'Archivio di Stato di Bergamo.
Il XVI secolo vide lo sviluppo urbano della zona di via Pignolo, perché molte delle famiglie poco nobili, ma che avevano raggiunto una certa ricchezza con il commercio, o la nobiltà che si doveva spostare dalla parte alta cittadina, conseguente alla distruzione delle loro abitazioni private per permettere l'edificazione delle mura veneziane del 1561, costruirono nuovi palazzi di pregio. Il Martinengo Colleoni non abitò mai il palazzo, che alla sua morte, non avendo avuto figli, passò in eredità al figlio di Estore suo fratello: Gerardo. 
Il palazzo rimase alla famiglia Martinengo fino al 1741 quando fu venduto al conte Benedetto Mosconi. L'atto indica che l'immobile si trovava in uno stato di grave ammaloramento e venne alienato al prezzo di 6000 scudi bresciani. I nuovi proprietari fecero una ricostruzione completa dell'immobile che costò loro 14000 scudi. Forse il progetto di ristrutturazione fu firmato da Giovan Battista Caniana. L'alta qualità architettonica e artistica del nuovo palazzo indica desiderio di unitarietà e un'alta capacità dei restauratori. Gli stucchi furono eseguiti da Muzio Camuzio mentre gli affreschi sono stati realizzati nel 1750 da Carlo Caroloni e, un ventennio dopo, da Federico Ferrario.
Nella primavera dell'Ottocento i Mosconi acquistarono anche i fabbricati posti sul lato ovest degli Albani e Ragnoli incorporandoli. A opera di monsignor Mosconi nel 1835 fu eseguiti interventi d'architettura neoclassica da Quirino Salvatoni. Ma l'immobile venne venduto solo un decennio dopo a Paolo Agliardi al prezzo di 80.000 svanziche. La famiglia Agliardi fece eseguire lavori di stuccatura e decorazioni anche nel XX secolo.

## Descrizione

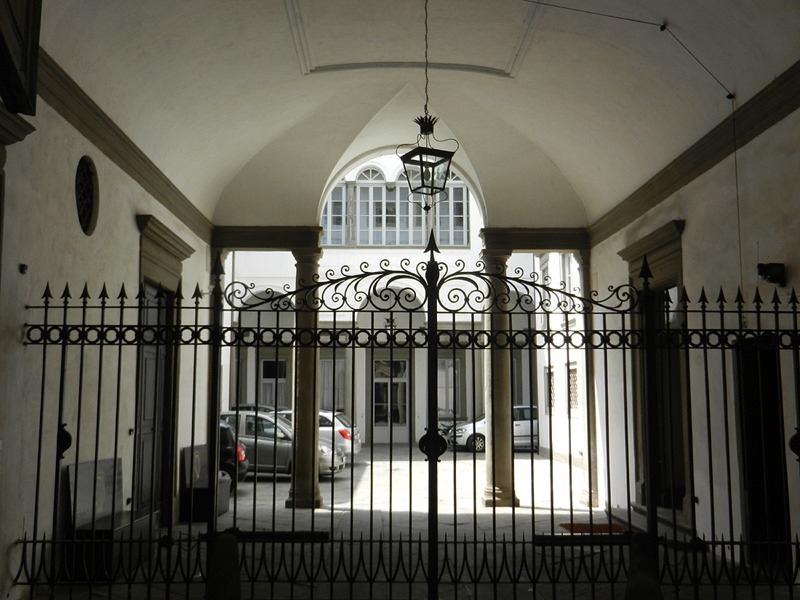
Cortile interno palazzo Agliardi

Il palazzo presenta sulla facciata una bassa zoccolatura in pietra arenaria in bugnato e centrale il grande portale settecentesco a tutto sesto dove troneggia lo stemma, e sovrastato da un piccolo terrazzo sagomato. La facciata prosegue in muratura intonacata divisa da due cornici marcapiano. 
Il portale in pietra di Sarnico, si apre su un cortile interno preceduto da un androne con volta a botte, e presenta un ampio loggiato che si sviluppa su due piani. Il palazzo originario aveva una grande sala, poi distrutta, di cui rimangono però le descrizioni. 
Il cortile interno ha un porticato di colonne binate che sorreggono la trabeazione ad archi a tutto sesto, mentre la parte del loggiato superiore conserva colonne più sottili.

Al piano terra vi è la grande sala centrale in stile neoclassico con un grande fregio che racconta l'incontro tra l'imperatore Carlo V e il papa Clemente VII avvenuto dopo il sacco di Roma il 1º gennaio 1530 nella basilica di San Petronio a Bologna. Il grisaille era stato commissionato dal monsignor Mosconi a Quirico Salvatori e al figlio Giovanni Battista nel 1835. La sala espone cinque grandi tele. Due di Pietro Liberi raffiguranti figure mitologiche eseguite intorno al 1680; di Cesare Tallone il ritratto di Giovan Battista Agliardi del Novecento, di Giacomo Gritti il dipinto dell'Ottocento raffigurante il prelato Alessandro Agliardi e il conte Paolo, e il dipinto raffigurante sempre il conte Paolo Agliardi opera di Luigi Basiletti sempre del XIX secolo.
Il salone centrale è decorato con quattro medaglioni in stucco opera di Muzio Camuzio raffiguranti scene di Bacco. In particolare uno raffigura Bacco e Arianna, Bacco e una Ninfa, mentre nel riquadro centrale il dipinto Apollo e Diana. L'affrescata con una fitta decorazione a chiaroscuri con figure che sono collegabili alla prima decade dell'Ottocento, sono stati realizzati da Carlo Innocenzo Carloni.  Quattro grandi tele del XVIII secolo raffigurano paesaggi e sono di scuola piemontese.

Si prosegue per l'ampio scalone che conserva affreschi del bergamasco Giuseppe Brina.
La sala verso il giardino presenta il dipinto a fresco del XVIII secolo di Carlo Innocenzo Carloni raffigurante Diana e Endimione. L'affresco nella sua forma pittorica eseguito da linee nervose e leggere indica l'influenza veneziana dell'artista per le opere di Giovanni Antonio Pellegrini. Nella sala vi sono i dipinti di Simone Contarini raffigurante Agar nel deserto e la tela Decollazione di san Giovanni Battista di Cecco del Caravaggio, l'affresco di Federico Ferrario raffigurante il sacrificio di Polissena risalente al 1770, e la Deposizione di Jacopo Bassano, e tre paesaggi romani del 1781 opere Jakob Philipp Hackert.
Dal salone centrale si accede al giardino pensile. Nella parte inferiore del fabbricato, sono ben conservati i locali scuderia, le cantine e il loggiato oggetto di un restauro alla fine del Novecento.